# Ziriden
Die Ziriden (tamazight ⵉⵣⵉⵔⵉⴻⵏ Izirien,  arabisch بنو زيري, DMG Banū Zīrī „Söhne des Vollmondes“) waren eine Berberdynastie in Ifrīqiya (972–1149).

## Geschichte
Die Ziriden waren Ṣanhāǧa-Berber auf dem Gebiet des heutigen Algerien. Im 10. Jahrhundert dienten sie als treue Vasallen den Fatimiden. So schlugen sie unter Ziri ibn Manad (935–971) den Aufstand der Charidschiten unter Abu Yazid (943–947) nieder. Seitdem wurden die Ziriden als Statthalter im zentralen Maghreb/Algerien eingesetzt und gründeten schon 935 mit Unterstützung der Fatimiden die Residenzstadt Aschir südöstlich von Algier.
Als die Fatimiden das Zentrum ihres Reiches nach Ägypten verlegten (972), wurde Buluggin ibn Ziri (971–984) als Vizekönig in Ifrīqiya eingesetzt. Zweimal stießen die Ziriden als loyale Vasallen gegen Nordmarokko vor (974 und um 1000). Allerdings nahmen die Fatimiden den Staatsschatz und die Flotte mit nach Ägypten. Wegen der fehlenden Flotte ging so die Kontrolle über die Kalbiten in Sizilien verloren. 1014 machten sich in Algerien die verwandten Hammadiden von den Ziriden selbständig, so dass ihr Reich nun auf Tunesien und Tripolitanien begrenzt war. 1027 scheiterte eine Intervention auf Sizilien zugunsten des Islam in Italien.
Die Beziehungen zu den Fatimiden als Oberherren waren wechselhaft. Zwar kamen 1016 bei Aufständen in Ifriqiya tausende Schiiten ums Leben und förderten die Fatimiden den Abfall Tripolitaniens von den Ziriden, doch blieben die Beziehungen zwischen beiden Dynastien weiter eng. Erst 1051 kam es zum Bruch, als die Ziriden die Abbasiden in Bagdad als rechtmäßige Kalifen anerkannten und entsprechende Münzen mit Huldigungsformeln in Umlauf brachten.
Die Fatimiden lenkten nun die Beduinen der Banu Hilal und der Banu Sulaym nach Ifriqiya. Nach dem Abfall der Berbertruppen wurden die Ziriden besiegt und das Land von den Beduinen verwüstet. Durch die nun ausbrechende Anarchie wurde vor allem die bisher blühende Landwirtschaft des Landes erheblich beeinträchtigt. Wegen der Unsicherheit der Handelswege gewannen die Küstenstädte und der Seehandel an Bedeutung.
Nach dem Verlust von Kairuan (1057) beschränkte sich das Herrschaftsgebiet der Ziriden nur noch auf die Küstenstädte, während sich im Landesinneren mehrere Emirate der Beduinen bildeten. Hauptstadt des Reiches wurde nun al-Mahdiya. Da die Ziriden vom Hinterland abgeschnitten wurden, erlangte die Piraterie gegen den christlichen Handel im Mittelmeer zunehmende Bedeutung. Allerdings eroberten die Normannen von Sizilien zwischen 1146 und 1148 bis auf Tunis alle Küstenstädte. Bis 1152 konnten sich die letzten Ziriden noch in Algier halten. Dann musste auch dieses Herrschaftsgebiet an die Almohaden übergeben werden.
Ein Zweig der Familie herrschte im 11. Jahrhundert über das Taifa-Königreich von Granada, bis zur Ankunft der Almoraviden 1090. Siehe daher auch Ziriden von Granada.

## Liste der Herrscher der Ziriden
- Buluggin ibn Ziri (972–984)
- al-Mansur ibn Ziri (984–995)
- Badis ibn Ziri (995–1016)
- al-Muizz ibn Ziri (1016–1062)
- Tamim ibn Ziri (1062–1108)
- Yahya ibn Ziri (1108–1116)
- Ali ibn Ziri (1116–1121)
- al-Hassan ibn Ziri (1121–1152)